# Eupithecia valariata
Eupithecia valariata är en fjärilsart som beskrevs av Richard F. Pearsall 1910. Eupithecia valariata ingår i släktet Eupithecia och familjen mätare. Inga underarter finns listade i Catalogue of Life.